# Wipeout 2097
Wipeout 2097, i Nordamerika: Wipeout XL, är ett futurisitiskt racingspel från 1996, utvecklat av Psygnosis. Spelet är det andra i Wipeoutserien, och uppföljaren till originalspelet från 1995. Spelet släpptes ursprungligen 1996 till Playstation och Windows 95, och 1997 till Sega Saturn. Det porterades senare av Digital Images till Amiga 1999 och av Coderus till Mac OS Classic 2002.

## Handling
Året är 2097, och spelet utspelar sig fyra decennier efter föregångaren. I stället för F3600-serien med antigravitationsracing, är det nu den snabbare och farligare F5000 AG-serien som gäller. Precis som i föregångaren handlar det om racing i hög fart, med vapen, i futuristiska miljöer.

### Fotnoter
1. ↑  Hall of Light.[källa från Wikidata]
2. ↑  ”Wipeout XL” (på engelska). Mobygames. 12 mars 1996. http://www.mobygames.com/game/wipeout-xl. Läst 16 maj 2015.